# Pöhl
Pöhl är en kommun i Vogtlandkreis i förbundslandet Sachsen i Tyskland. Kommunen har cirka 2 400 invånare.